# Claude Cohen-Tannoudji
Claude Cohen-Tannoudji (Constantine, 1. travnja 1933.), francuski fizičar. Profesor na Collège de France u Parizu (od 1973. do 2004.). Djeluje u Laboratoire de Physique de l’École Normale Supérieure u Parizu. Pridonio usavršavanju metoda Dopplerova hlađenja helijevih atoma do temperature od 0,18 μK (brzina od 2 cm/s). Za razvoj metoda hlađenja i zarobljavanja atoma s pomoću laserske svjetlosti dobio je sa S. Chuom i W. D. Phillipsom Nobelovu nagradu za fiziku (1997). Član Francuske akademije znanosti (od 1981).

## Atomska stupica
Atomska stupica (engl. atomic trap) je uređaj za usporavanje (hlađenje) atoma u malom dijelu prostora radi njihova spektroskopskog proučavanja. Osnovna je tehnika Dopplerovo hlađenje, pri kojem se upotrebljava lasersko svjetlo nešto niže frekvencije od određenog elektronskog prijelaza u atomu. Takvo svjetlo usmjeri se na brze atome u snopu ili pari. Zbog Dopplerova učinka atom vidi fotone kao rezonantne. Fotoni se apsorbiraju i tako pobuđeni atom fluorescira emitirajući foton u nasumičnu smjeru. Tako se prenosi moment količine gibanja s fotona na atom, a to uz lavinu fotona uzrokuje usporavanje atoma. Primjenom laserskoga snopa u svih 6 smjerova zadržavaju se atomi u zadanom prostoru (optička molasa). Ako se primijene dodatna magnetska polja i laser, atomi se mogu ohladiti na nekoliko milijuntinki Kelvina. Sudari tako ohlađenih atoma omogućuju proučavanje raznih kvantnih učinaka. Načela laserskoga zarobljavanja primjenjuju se za proučavanje mikroorganizama koji se drže izolirani, a da im se ne naškodi.